# 白凤头鹦鹉
大白凤头鹦鹉（学名：Cacatua alba），又称白凤头鹦鹉、雨伞巴丹鹦鹉、雨伞凤头鹦鹉、大白巴丹鹦鹉，是一种中等体型的白色凤头鹦鹉，为印度尼西亚岛屿热带雨林中的特有品种。大白凤头鹦鹉在兴奋或受惊时会展开巨大的头冠，呈一个半圆形（就像一把伞，因此也叫雨伞巴丹鹦鹉、雨伞凤头鹦鹉）。它们的翅膀和尾巴呈浅黄色或柠檬色，在飞行时会显露出来。它们与其他种类的白凤头鹦鹉类似，如小葵花凤头鹦鹉、葵花凤头鹦鹉和鲑色凤头鹦鹉，但它们的羽冠是白色而不是黄色、橙色或粉红色。

## 名称
大白凤头鹦鹉在印度尼西亚巴布亚省的布勒迈索语中被称为ayab（复数形式：ayot）。

## 分类学
1776年，德国动物学家菲利普·路德维希·施塔蒂乌斯·米勒首次描述了大白凤头鹦鹉。它的种名alba是拉丁语形容词albus的阴性形式，意为“白色”。它属于凤头鹦鹉属中的Cacatua亚属。“白凤头鹦鹉”一词也被用作Cacatua亚属、凤头鹦鹉属以及更大的类群（包括彩冠凤头鹦鹉和粉红凤头鹦鹉）的统称。
虽然鹦鹉总科（真鹦鹉）和凤头鹦鹉具有许多共同的解剖学特征，例如对趾足和钩状喙，但凤头鹦鹉和真鹦鹉早在4500万年前（据化石记录）或6600万年前（据分子分析）（Wright，2008年）就从鹦鹉祖先中分离开来，成为独立的谱系，当时澳大利亚、南美洲和南极洲正脱离超级大陆冈瓦纳大陆，而鹦鹉的祖先就被认为是从冈瓦纳大陆进化而来的。
尽管大白凤头鹦鹉和相关物种历史上被称为“白鹦鹉”，但从分类学上讲，它们并不被认为是“真鹦鹉”。

## 简介
大白凤头鹦鹉长约46厘米，小体型雌性重约400克，大体型雄性重约800克。雄性通常比雌性有着更宽的头部和更大的喙。它们有棕色或黑色的眼睛和深灰色的喙。一些成熟母鸟的虹膜呈微红色或棕色，而成年公鸟的虹膜则是深棕色或黑色。
大白凤头鹦鹉的羽毛几乎都是白色。不过，大翼羽后缘内侧的上下两面都是黄色的。翅膀下方的黄色最明显，因为羽毛上表面的黄色部分被紧靠内侧（靠近身体）和上方的白色羽毛所覆盖。同样，被其他尾羽覆盖的较大尾羽区域以及较大冠羽的最内侧覆盖区域也是黄色的。大腿上长有短的白色羽毛并将其紧密覆盖。它们的羽毛会产生一种类似于滑石粉的白色羽粉，很容易沾到衣服上。
与其他凤头鹦鹉和鹦鹉一样，大白凤头鹦鹉有着两个脚趾朝前，另两个朝后的对趾足，使其能够在单脚站立时用另一只脚进行抓握，以便进食和操作。
大白凤头鹦鹉的极限寿命鲜有记录。一些动物园称它们在圈养中可以活40到60年。有传闻称它们可以活得更久。野生鹦鹉的寿命未知，但被认为要少10年。

## 分布及栖息地
大白凤头鹦鹉是印度尼西亚北马鲁古哈马黑拉岛、巴占群岛、特尔纳特、蒂多雷等地低地热带雨林的特有种。奥比岛和奥比群岛上的的记录被认为是引进种，而台湾岛则有一个本地引入种群。它们出现在海拔900米以下的原始林、伐木林和次生林中，也出现在红树林和种植园中，包括椰子树和农田。它们在当地仍然很常见：数量在1991到1992年时估计在42,545至183,129只（Lambert，1993年），但这个数字可能被低估了，因为它主要基于在巴占群岛的调查，而该物种在哈马黑拉岛可能更常见。
近年的观察表明大白凤头鹦鹉的种群数量正持续锐减，并预计会进一步恶化（Vetter，2009年）。《濒危野生动植物种国际贸易公约》数据显示，笼养鸟贸易的收获率在1990年代初期很高。近年来，每年的实际捕获量和占剩余种群的比例都有所下降，但非法贸易仍在继续，并且很可能被低估了（S.Metz in litt，2013年）。

## 行为

### 繁殖
和所有的凤头鹦鹉一样，大白凤头鹦鹉在大树的树洞里筑巢。它们的蛋是白色，一窝通常有两个。孵化期在28天左右，公鸟母鸟都会参与孵化。先出壳的幼崽更有优势，能得到更多食物。幼崽在出壳约84天后离巢，15到18周后独立生活。
幼崽在3到4年后性成熟。公鸟在求偶时会竖起羽毛，展开尾羽，伸展翅膀，竖起羽冠，然后蹦蹦跳跳。起先，母鸟会不理睬甚至躲避公鸟，但公鸟一旦得到母鸟的认可，就会被允许接近母鸟。如果公鸟被成功接受，它们就会用喙相互梳理头部，抓挠尾巴。这些行为有助于加强它们的配偶关系。最后，公鸟会骑在母鸟背上，通过结合泄殖腔来完成交配。对于已配对的伴侣，这种交配程序要更短暂，母鸟甚至会主动寻求公鸟。一旦它们准备筑巢繁殖，就会脱离群体，寻找合适的巢穴（通常在树上）。

### 食物
野生大白凤头鹦鹉以浆果、种子、坚果、水果和根茎为食。筑巢时也会吃昆虫和昆虫幼虫。它们在自然栖息地通常以各种种子、坚果和水果为食，如木瓜、榴莲、龙贡和红毛丹。由于它们也以种植在田间的玉米为食，导致损害作物，因此也被一些农民视为农作物害鸟（国际鸟盟，2001年）。它们也吃大型昆虫，如蟋蟀（直翅目）和小蜥蜴（如石龙子）。圈养鸟通常吃鹦鹉混合粮，包含各类种子、坚果、干果和蔬菜。还需要为它们提供许多新鲜蔬菜、水果和树枝（带叶子），供它们咀嚼和娱乐。

## 保护现状
大白凤头鹦鹉被国际自然保护联盟认定为濒危物种。 由于笼养鸟贸易和栖息地破坏，野鸟数量已经减少。其被列入《濒危野生动植物种国际贸易公约》清单的附录二，通过限制野生捕获鸟类的进出口被给予保护。国际鸟盟表示，1991年，印尼政府发布的捕获配额“在某些地方超出了18倍”，捕猎者从野外捕获了至少6,600只大白凤头鹦鹉，尽管近年来从野外捕获的数量和占整个种群的比例都有所下降。印尼非政府组织ProFauna在皇家防止虐待动物协会支持下的调查表明，大量的野生大白凤头鹦鹉交易仍在发生。2007年，在哈马黑拉岛北部有200多只野生大白凤头鹦鹉被捕获。在哈马黑拉岛捕获的鹦鹉（大白凤头鹦鹉、喋喋吸蜜鹦鹉、紫颈吸蜜鹦鹉和折衷鹦鹉）中，约40%被走私到菲律宾，60%在印尼本国交易，特别是通过泗水和雅加达的鸟类市场。
非法交易保护鹦鹉违反了印度尼西亚1990年第5号法案（关于自然资源和生态系统保护的野生动物法）。

## 饲养
大白凤头鹦鹉被当作宠物饲养，因为它们非常亲切，与人类关系密切，还有着美丽的外表。它们喜欢依偎在人身上，尤其是和主人或饲养员，故常被称为“魔术贴鸟”。不习惯大白凤头鹦鹉依偎行为的人可能会感到奇怪，因为大多数其他鹦鹉不会像这样。虽然它们能够模仿基本的人类语言，但并不被认为是鹦鹉中最能学舌的。它们常被用于动物园和游乐园的活体动物表演，因为它们天生精通杂技且易于训练，具有高度的社会性和高智商。
饲养凤头鹦鹉存在一定挑战。它们比许多鹦鹉更吵闹，可能会非常依赖人类的陪伴，再加上寿命长和经常被误解的行为，可能会导致一些问题。它们的喙很强壮，能轻易咬开核桃或咬伤手指。它们有“战斗或逃跑”的群居心理，通常更喜欢飞离危险。如果被关在没有逃生通道的笼子里，它们可能会感到压力，这通常会导致啄羽行为（就像许多宠物鸟一样）。它们会产生大量羽粉，可能会对有呼吸道疾病或过敏症的人造成影响。
和其他凤头鹦鹉一样，大白凤头鹦鹉可以学习大量的单词，并且能够用所学的单词造出简单的句子。
宠物鹦鹉在接受训练、或当有什么东西引起它们的兴趣时（比如新玩具或新面孔）会竖起它们的头冠。
由于许多人没有为凤头鹦鹉提供合适的食物，因此圈养鸟很容易出现健康问题。种子粮提供的营养很少（大部分是脂肪），被认为类似于人类的垃圾食品。各种新鲜的水果和蔬菜以及在许多好的宠物店可以买到的滋养丸更为合适。病鸟会自然地试图隐藏它的健康问题。据观察，在野外的鸟群会赶走不健康的鸟，因为害怕引来捕食者。鸟类爱好者和兽医经常引用的一个经验法则是：“如果这只鸟看起来病了，它很可能病得非常非常重，甚至可能濒临死亡”。无论是预防疾病，还是发生重大疾病或外伤时的护理，都需要合格的鸟类兽医。
凤头鹦鹉生病的症状可能包括流眼泪、行为呆滞、粪便颜色异常（表明消化道可能有血）、睡眠时间过长、翅膀下垂、睡觉时尾巴晃动（表明呼吸困难）、睡在笼子底部（鸟类天然喜欢呆在高处的栖木上），行为突然改变或异常，啄羽，咬自己，体重突然下降或增加以及食欲下降等等。

## 历史
唐朝时，它们在中国相当受欢迎，继而影响了“观音与白鹦鹉”这一描绘。

## 图片

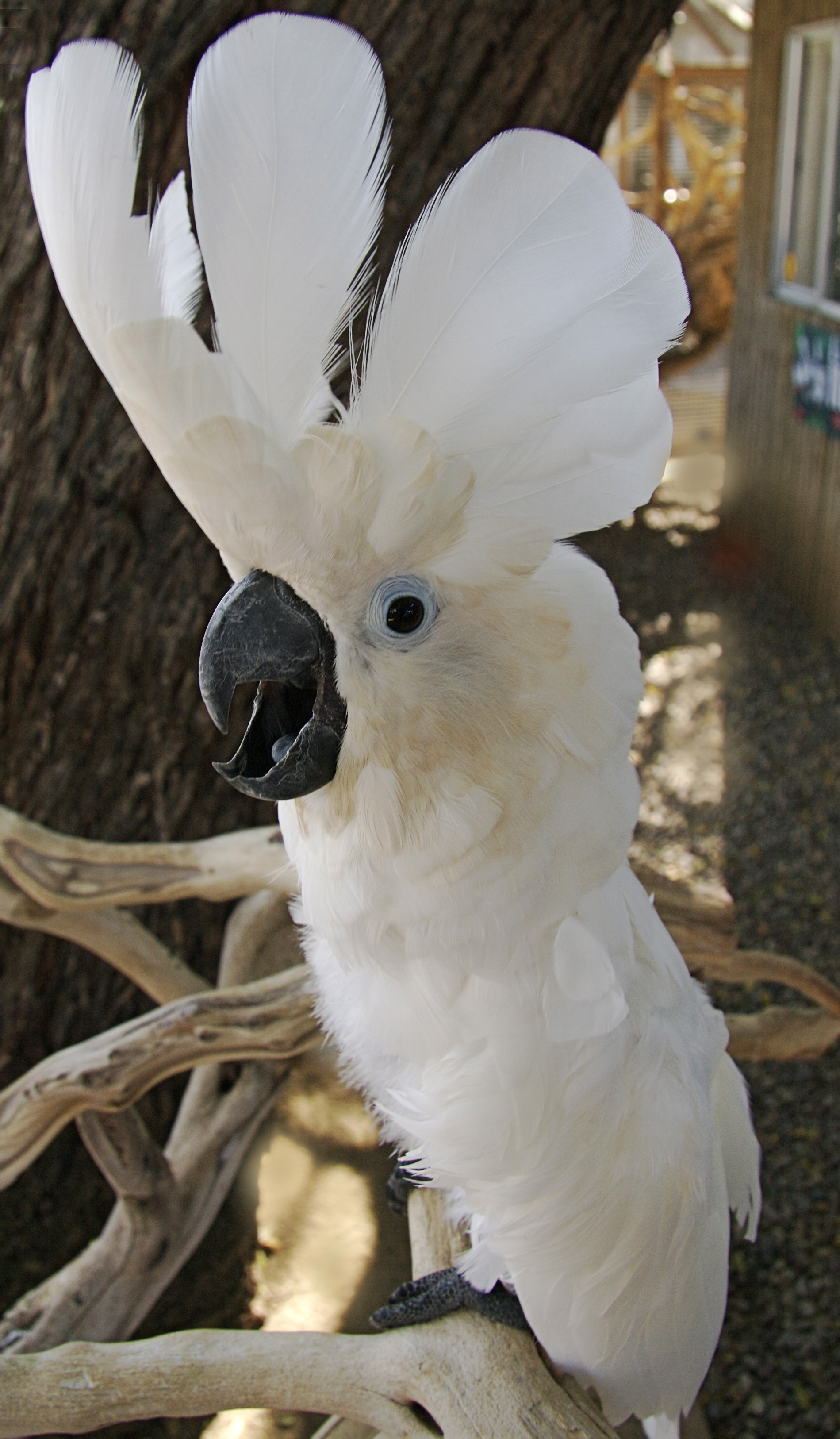
伸展冠羽的样子，冠羽呈半圆形
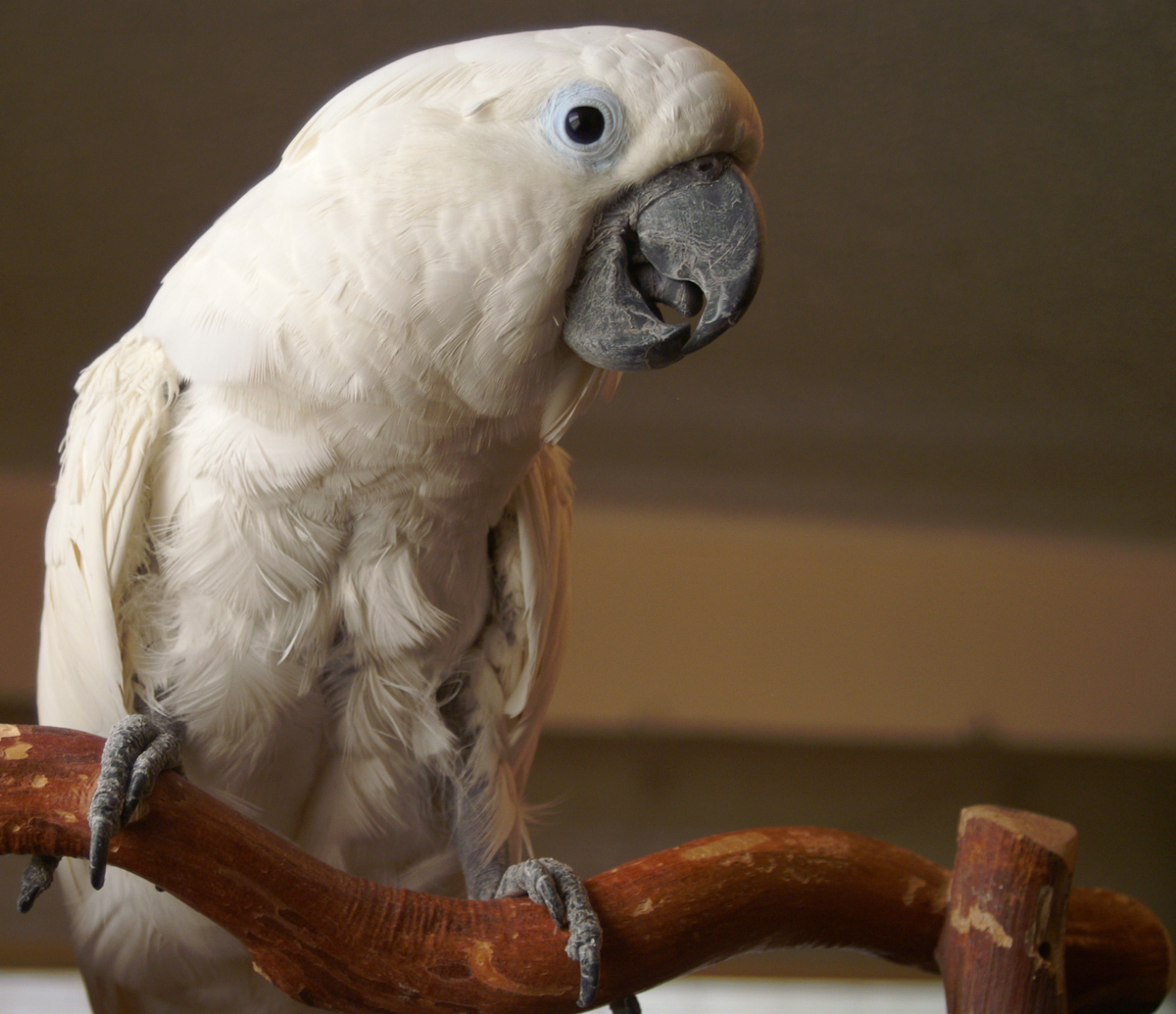
收起冠羽的样子
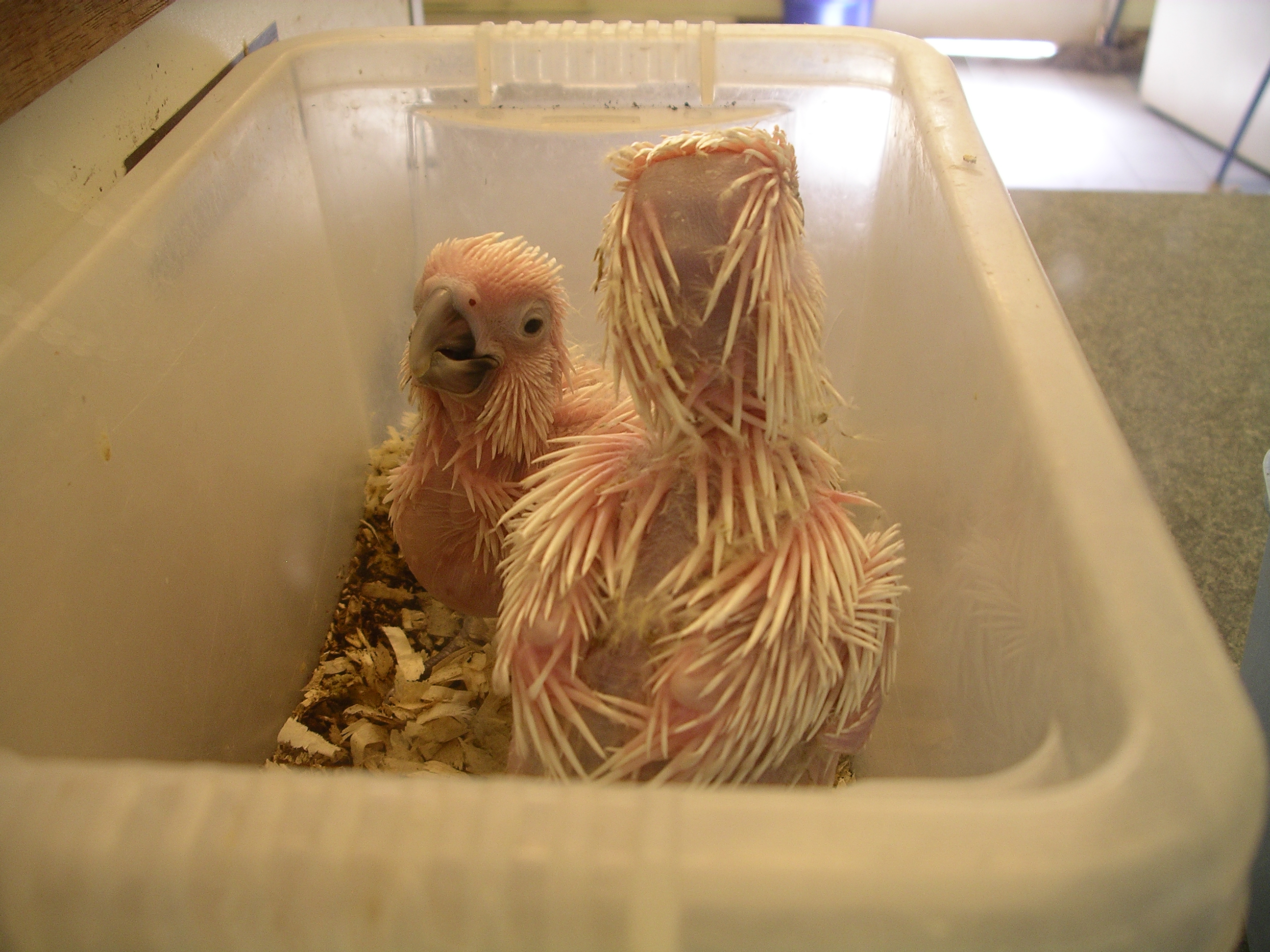
手养幼崽
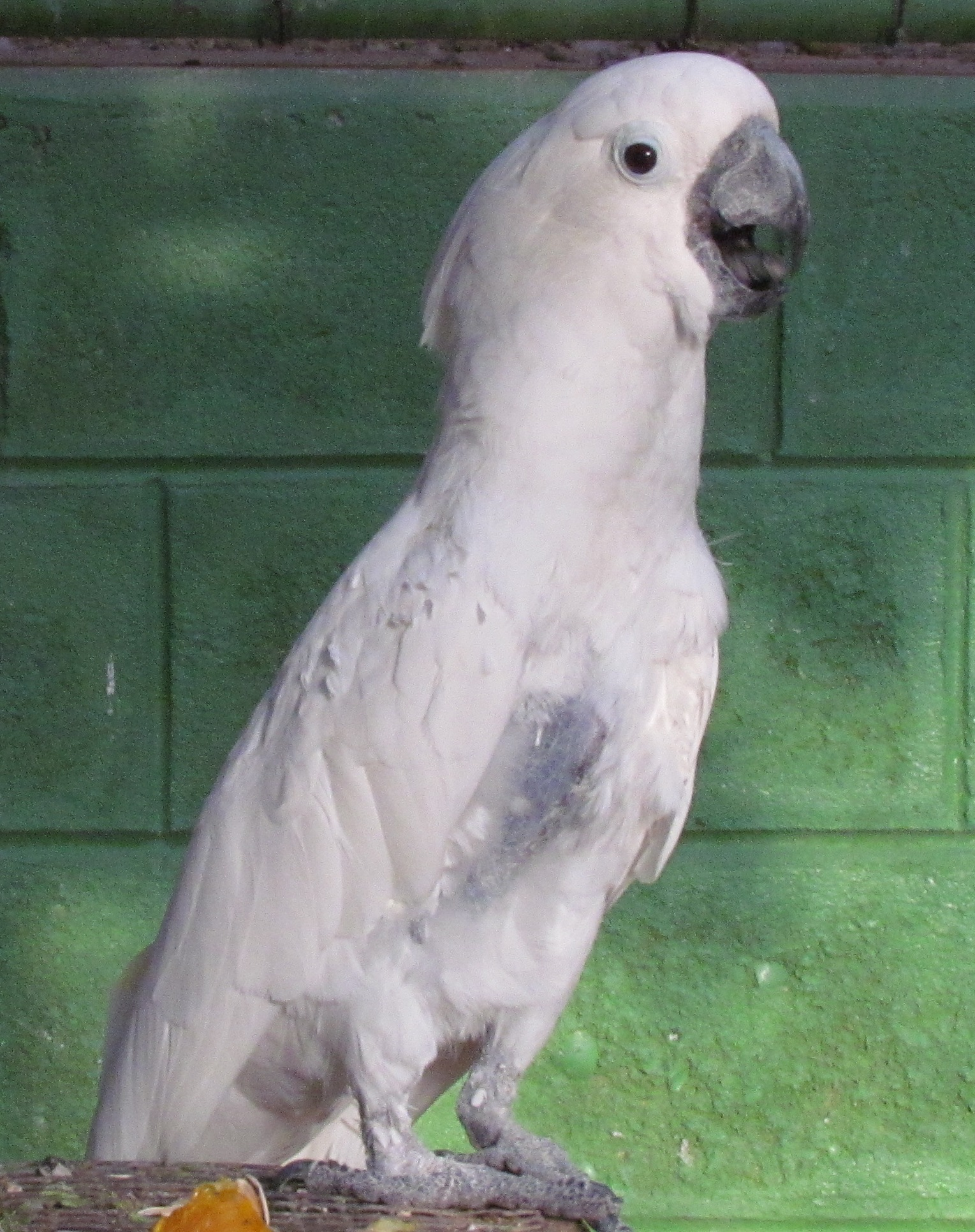
有轻微啄羽的大白凤头鹦鹉
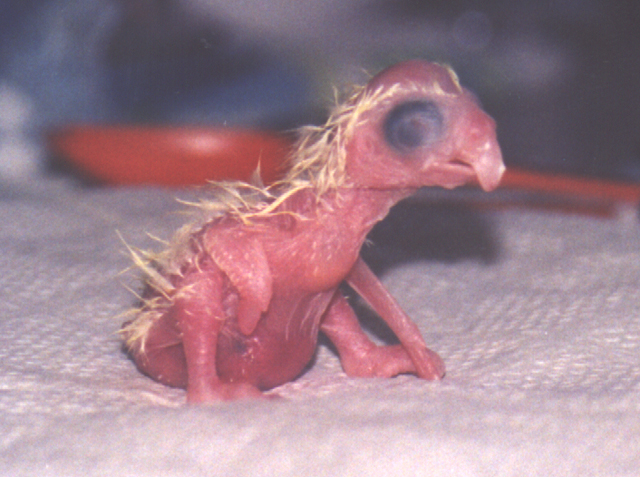
刚出壳的幼崽
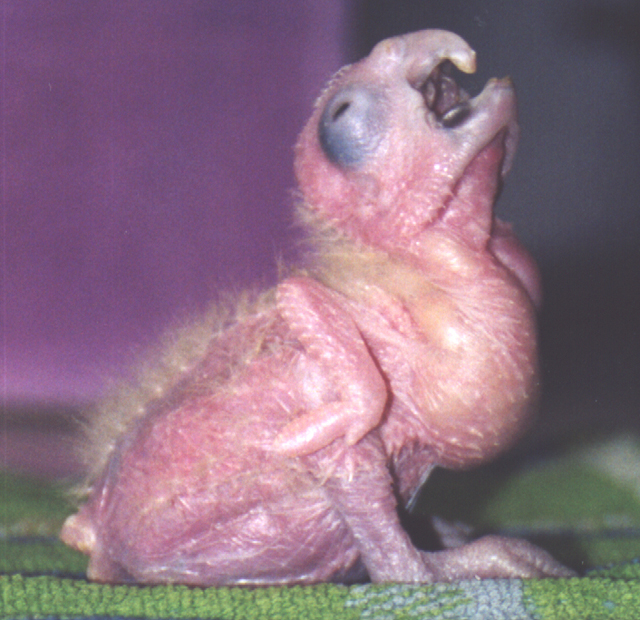
3周大的雏鸟，开始睁眼。仍然有蛋牙。人工喂养后嗉囊饱满。
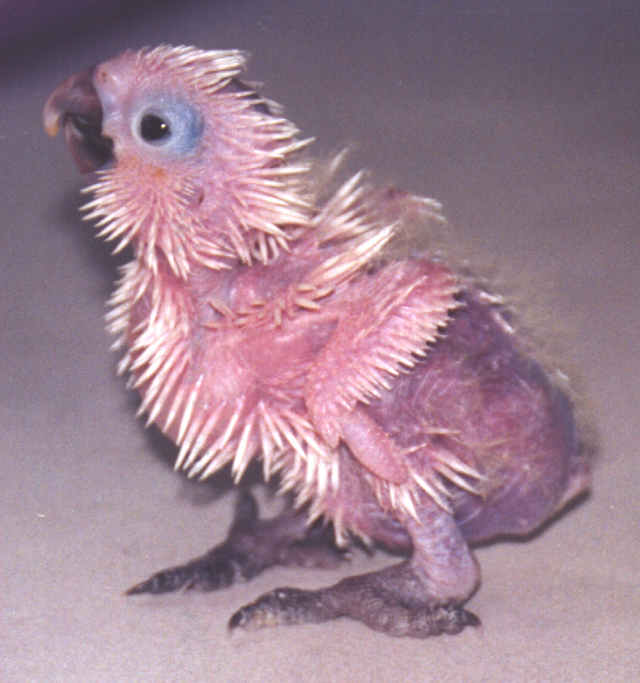
6周大，开始长针羽，蛋牙消失
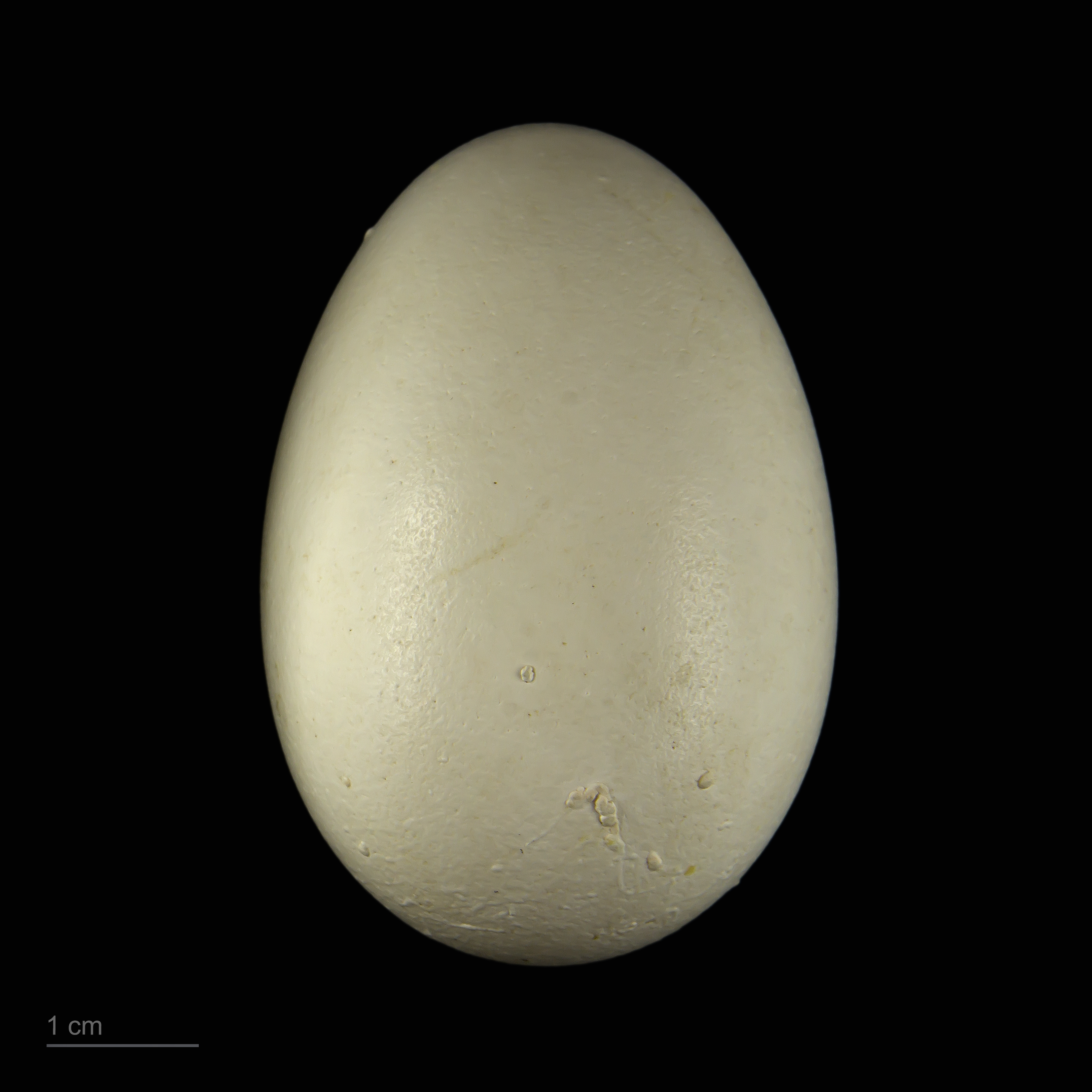
卵 Cacatua alba

## 延伸阅读
- Handbook of the Birds of the World – Volume 4 ("Cacatuidae"): Sandgrouse to Cuckoos. del Hoyo J, Elliott A, Sargatal J. Lynx Edicions. ISBN 84-87334-22-9.